# 函馆锉石鳖
函馆锉石鳖（学名：Ischnochiton hakodaensis），是薄石鳖科薄石鳖属的一种。

## 分佈
本物種見於日本及中国大陆的黃渤海海域
常栖息在潮间带。